# Guverner Nizozemskih Antila
Guverner Nizozemskih Antila je bila bivša politička funkcija na Nizozemskim Antilima. Postojala je do raspuštanja Nizozemskih Antila. Guverner je bio zastupao Vladu Kraljevine Nizozemske na Nizozemskim Antilima. Bio je čelnikom Vlade Nizozemskih Antila. 
Uvođenjem Statuta Kraljevine Nizozemske 1954., ovlasti, obveze i odgovornosti guverenera kao organa Kraljevine Nizozemske regulirane su u članku 15, paragrafu 1. Guverner zastupa Vladu Kraljevine Nizozemske. Za svoj rad odgovara Vladi Kraljevine Nizozemske. Time je ovlašten unutar zakonskih okvira i ukaza nizozemske krune djelovati u ime Vlade. Prema ustavu, jer guverner zastupa kralja, čelnikom je Vlade Nizozemskih Antila te ima zastupnički imunitet. Guverner obnaša izvršnu vlast pod nadležnošću ministara koji su odgovorni parlamentu Nizozemskih Antila te zbog toga nije u potpunosti neovisan.
10. listopada 2010. Nizozemski Antili raspušteni su. Curaçao i Sveti Martin danas imaju svoje guvernere, dok su Bonaire, Sveti Eustazije i Saba pridruženi matici Nizozemskoj kao posebne općine. Time je položaj guvernera Nizozemskih Antila ugašen. Posljednji guverner Nizozemskih Antila postao je prvi guverner Curaçaoa.

## Popis guvernera od 1848. godine
- 1848. – 1854.: Isaäc Johannes Rammelman Elsevier Jr.
- 1854. – 1856.: Jacob Bennebroek Gravenhorst (a.i.)
- 1856. – 1859.: Reinhart Frans van Lansberge
- 1859. – 1866.: Johannes Didericus Crol
- 1866. – 1870.: Abraham Mathieu de Rouville
- 1870. – 1877.: Herman François Gerardus Wagner
- 1877. – 1880.: Hendrik Bernardus Kip
- 1880. – 1882.: Johannes Herbert August Willem baron van Heerdt tot Eversberg
- 1882. – 1890.: Nicolaas van den Brandhof
- 1890. – 1901.: Charles Augustinus Henry Barge
- 1901. – 1901.: Theodorus Isaak Andreas Nuyens
- 1901. – 1909.: Jan Olpbert de Jong van Beeken Donk
- 1909. – 1909.: John Brown Gorsira
- 1909. – 1919.: Theodorus Isaak Andreas Nuyens
- 1919. – 1921.: Oscar Louis Helfrich
- 1921. – 1921.: John Brown Gorsira
- 1921. – 1928.: Nikolaas Johannes Laurentius Brantjes
- 1928. – 1929.: Marius van Dijk (a.i.)
- 1929. – 1929.: Leonardus Albert Fruytier
- 1929. – 1930.: Herman Bernard Cornelis Schotborgh
- 1930. – 1936.: Bartholomaeus Wouther Theodorus van Slobbe
- 1936. – 1936.: Frans Adriaan Jas (a.i.)
- 1936. – 1942.: Gielliam Johannes Josephus Wouters
- 1942. – 1948.: Piet Kasteel
- 1948. – 1948.: Cornelius Süthoff
- 1948. – 1951.: Leonard Antoon Hubert Peters
- 1951. – 1956.: Teun Struycken
- 1956. – 1957.: Frans E.J. van der Valk
- 1957. – 1961.: Antonius B. Speekenbrink
- 1961. – 1962.: Christiaan Winkel
- 1962. – 1962.: A.P.J. van Bruggen
- 1962. – 1970.: Nicolaas Debrot
- 1970. – 1983.: Bernadito M. Leito
- 1983. – 1990.: René A. Römer
- 1990. – 2002.: Jaime Saleh
- 2002. – 2010.: Frits Goedgedrag

## Vanjske poveznice
- Pagina op website van de Antilliaanse overheid